# نضال حمادي
نضال حمادي ممثل سوري من مواليد مدينة «درعا» يعتبر عضو في نقابة الفنانين منذ عام 1994.

## من أعماله

### في المسـرح
- الغزاة.
- بيت الدمى.
- غناء بين شواهد القبور.
- فوق هذا المستطيل.
- القضية.
- المهرج.
- حرية المدينة.
- حسان في وادي.
- الكسلان.
- مسرحية دون اسم.
- جبل البنفسج.
- حكايوة بدلة".

### التلفزيون
- مسلسل "العائد.
- مسلسل "سفر.
- مسلسل "يوميات أبو عنتر.

### في الدوبلاج
| اسم المسلسل    | الدور                   |
| -------------- | ----------------------- |
| ون بيس         | غول دي روجر             |
| المحقق كونان   | تكاجي                   |
| الطاقة الزرقاء | جورج                    |
| المقاتل النبيل | رايو                    |
| القناص         | ميلكي                   |
| سونيك إكس      | ناكلز                   |
| إيداتين جمب    | شين وشقيقه التوأم وأرقط |

## روابط خارجية
- نضال حمادي على موقع قاعدة بيانات الأفلام العربية

- نضال حمادي صفحة الممثل على موقع السينما كوم.